# Johann Winkler (Politiker, 1805)
Johann Winkler (auch Hans Jost Winkler; * 20. September 1805 in Gelfingen; † 10. August 1863 in Luzern) war ein Schweizer Jurist und Politiker.

## Leben
Winkler besuchte die Lyzeen in Solothurn und Luzern. Anschliessend ging er zum Studium der Rechtswissenschaft an die Universitäten in München und Wien. Nach seiner Rückkehr wurde er 1831 Advokat in Sursee, ab 1832 dann in Luzern. Seine Zulassung als Rechtsanwalt behielt er bis zu seinem Lebensende.
Von 1834 bis 1841 und wieder von 1854 bis 1863 war er liberaler Luzerner Grossrat. Zudem war er von 1835 bis 1840 Luzerner Grossstadtrat und von 1845 bis 1860 Stadtrat von Luzern. Daneben war er nach dem Sonderbundskrieg 1847 Mitglied der provisorischen Regierung der Schweiz. Er hatte in den Jahren von 1854 bis 1860 des Amt des Stadtpräsidenten von Luzern inne und war ausserdem 1859 Luzerner Schultheiss.
Die grösste Machtfülle kam Winkler in den Jahren 1858 und 1859 zu. In dieser Zeit war er neben seinen Ämtern als Stadt- und Grossrat, Stadtpräsident sowie Schultheiss auch Ständerat für Luzern. Darüber hinaus amtierte er von 1859 bis 1863 als Regierungsrat für das Kirchenwesen. Er gehörte in der Bundesversammlung der Linken an und beteiligte sich an den Vorbereitungen zu den Freischarenzügen. 1853 war er Präsident des Zentralkomitees des Schweizerischen Schützenvereins. Daneben war er Mitglied des Trokenbundes.
Der Luzerner Chorherr und Theologieprofessor Joseph Winkler war sein Bruder.